# Bridelia whitmorei
Bridelia whitmorei är en emblikaväxtart som beskrevs av Airy Shaw. Bridelia whitmorei ingår i släktet Bridelia, och familjen emblikaväxter. IUCN kategoriserar arten globalt som sårbar. Inga underarter finns listade i Catalogue of Life.